# Соната для скрипки і фортепіано (Шостакович)
Соната для скрипки і фортепіано тв. 134 — єдина соната Дмитра Шостаковича для цього інструменту. Написана 1968 року в Москві. Соната складена «на честь 60-річчя Давида Ойстраха». Йому ж і присвячена.
Перше виконання відбулося 3 травня 1969 р. в Москві. Скрипкову партію виконав Д. Ойстрах, а фортепіано — Святослав Ріхтер
Існує також аматорський запис самого Шостаковича, зроблений у нього вдома разом з Ойстрахом. Цей запис, імовірно, є останнім звуковим документом композитора, незважаючи на хворобу, автор майстерно виконує фортепіанну партію.

## Структура
Твір складається з трьох частин:
1. Andante
2. Allegretto
3. Largo

Дві крайні частини витримані в спокійному темпі, третя частина рухливіша, тема якої відгукнеться у другій частині наступного, 135 опусу композитора, в Чотирнадцятої симфонії.